# Sobrio
Sobrio is een plaats en voormalige gemeente in het Zwitserse kanton Ticino en maakt deel uit van het district Leventina.
Sobrio telt 77 inwoners.

## Geschiedenis
Op 10 april 2016 ging de Osco op in de gemeente Faido.